# Calcinate
Calcinate là một đô thị ở tỉnh Bergamo, vùng Lombardia, Ý. Kinh tế chủ yếu là công nghiệp.

## Công trình nổi bật
- Nhà thờ Santa Maria Assunta và San Vittore.
- Nhà thờ San Martino (thế kỷ 14).